# Amphidrina callicora
Amphidrina callicora är en fjärilsart som beskrevs av Le Cerf 1922. Amphidrina callicora ingår i släktet Amphidrina och familjen nattflyn. Inga underarter finns listade i Catalogue of Life.